# 真菌呼腸孤病毒屬

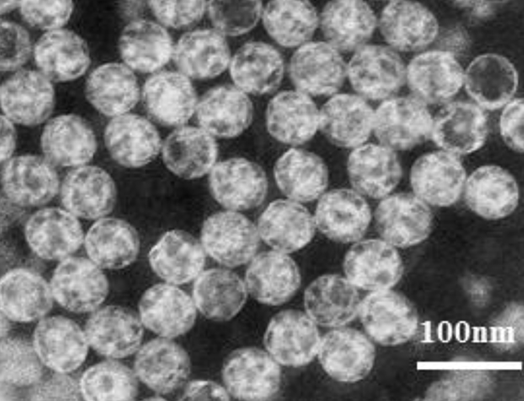
TEM images of negatively stained SsMYRV4 particles.

真菌呼腸孤病毒屬（學名：Mycoreovirus）是呼腸孤病毒科刺突呼腸孤病毒亞科的一個屬，包含MyRV1、MyRV2與MyRV3三種病毒，皆為真菌病毒，其中MyRV1與MyRV2自栗枝枯病菌分離，MyRV3則自棕墊炭豆菌分離。

## 病毒學
本屬病毒不具有包膜，直徑約為80奈米，基因組為分段的線型雙股RNA，MyRV1與MyRV2的基因組分為11段，MyRV3的則分為12段，長度介於0.7－4.1kb之間，每一段都包含一個開放閱讀框編碼蛋白質，最長者（4.1kb）為編碼RNA複製酶。

## 感染
MyRV1感染栗枝枯病菌後，會降低後者對植物的致病能力。MyRV3感染棕墊炭豆菌也會抑制其菌絲體的生長，進而降低其對植物的致病性。